# آلکساندر لالایان
آلکساندر آرتسرونو لالایان (ارمنی: Ալեքսանդր Արծրունու Լալայան؛  زادهٔ ۲۲ اوت ۱۹۲۵ - درگذشته ۲۸ فوریهٔ ۱۹۸۳) یک روان‌شناس و پزشک اهل ارمنستان بود.

## زندگی‌نامه
در ۲۲ اوت ۱۹۲۵ در لنیناکان به دنیا آمد و از دانشگاه پزشکی دولتی ایروان و دانشگاه دولتی علوم پرورشی خاچاطور آبوویان ارمنستان فارغ‌التحصیل شد. وی در انستیتو دولتی فرهنگ سلامت و ورزش پرورش اندام ارمنستان فعالیت می‌کرد.  وی همچنین برنده دانشمند شایسته ارمنستان شوروی (۱۹۶۷) شده است. وی در ۲۸ فوریهٔ ۱۹۸۳ در سن ۵۷ سالگی در ایروان درگذشت.

## یادداشت
1. ↑  բժշկական գիտությունների դոկտոր